# Landkreuzer P. 1500 Monster
Landkreuzer P 1500 Monster je bio njemački projekt super teškog tenka tijekom Drugog svjetskog rata. Predstavlja ideju Nacističke Njemačke za izgradnjom ekstremnog tenka, koji bi jamčio pobjedu na bojištu.  
Dana 23. lipnja 1942. njemačko ministarstvo naoružanja je predložilo 1.000 tona težak tenk - Landkreuzer P. 1000 Ratte. Adolf Hitler osobno je izrazio interes i napredak je bio zagarantiran. U prosincu iste godine, Krupp je projektirao još veći 1.500 tona težak tenk, Landkreuzer P. 1500 Monster. U kasnim 1944., ministar naoružanja Albert Speer je zaustavio oba projekta. 
Landkreuzer P. 1500 Monster bio je prototip super teškog tenka na kojeg bi se postavio Kruppov 800 mm Schwerer Gustav željeznički top, koji je bio 10 puta veći od tadašnjih standardnih tenkovskih topova. Tehnički gledano, Monster je bio velika samohodna haubica. Njegova granata težila je 7 tona, a domet topa je bio 37 kilometara. P 1500 Monster je imao mnogo problema, od slabe ili gotovo nikakve pokretljivosti, do svoje prevelike i nedostižne težine i dimenzija. Transport ovakvog tenka na bojište je bio nemoguć.